# Караджа-бей Дулкадироглу
Зайнеддин Ахмед Караджа-бей Дулкадир-оглу (осман. زین الدین قراجه بك‎, тур. Karaca Bey; ? — 11 декабря 1353 года) — основатель бейлика Дулкадиридов и одноимённой династии. Первый правитель бейлика. Лидер клана из огузской племенной группы Бозок. В 1335 году, воспользовавшись распадом государства Хулагуидов, начал захватывать земли в районе Киликии. В 1337 году мамлюкский султан Мухаммад ан-Насир признал его правителем Эльбистана. Остальная часть жизни Караджа-бея прошла в борьбе со своими соседями и в восстаниях против египетского сюзеренитета.

## Биография

### Происхождение
Караджа был главой клана из огузской племенной группы Бозок, летние пастбища которого находились в восточном Тавре. По мнению турецкого османиста Р. Юнанча, сообщества, образованные народом Дулкарира, состояли из племён баят, афшар и бейдили, но неизвестно, к какому из них принадлежали беи Дулкадира. Представители племени баят составляли большинство среди будущих дулкадирцев, поэтому возможно, что беи также вышли из племени баят. На мечети Сулеймана-бея около замка Заманты есть надпись, утверждающая, что корни семьи были в Хорасане.
Судя по тому, что Караджу-бея звали Караджа бин Дулк(г)адир, имя его отца было Дулк(г)адир. Значение и происхождение имени или прозвища Дулкадир точно не известно. Предполагается, что оно тюркского происхождения. Возможно, это искажённое имя Алдулкадир. А. фон Габайн предложила ещё один вариант истолкования имени: tulga+dar= носитель шлема. Арабские источники использовали написание Дульгадир и Тулгадир. В сохранившейся ранней надписи на мечети Сулеймана-бея тоже названо имя (прозвище) Дулькадир. Впоследствии это имя было арабизировано и искажено. Арабские формы Д(З)у’ль-Кадр и Д(З)у’ль-Кадир (могущественный, могучий) встречаются в более поздних османских источниках, и являются адаптацией (предположительно турецкого) имени.

### Формирование бейлика.

Города, в разное время принадлежавшие Дудкадиридам

Сын Олджейту, Абу Саид, умер в 1335 году. После его смерти начался распад государства Хулагуидов. В Анатолии было смутное время, когда обрели независимость многие династии правителей малых государств. В мае 1335 года Зайнеддин Караджа впервые вторгся на территорию Киликийской Армении с 5000 всадниками.
Таракли Халил, туркменский бей, как и Караджа, захватил регион Эльбистана в 1337 году и отправил сотню лошадей в подарок вали (наместнику) мамлюков из Алеппо, за что бахритский султан Мухаммад ан-Насир признал его правителем города.
Появление другого туркменского бея начало беспокоить Караджу, который стремился получить власть над туркменами в регионе. Он немедленно направил своего сына Халила с войском в Эльбистан против Тараклы Халила. В кровавой битве сын Караджи победил Тараклы Халила и захватил город (738/1337).
Раненый в бою Тараклы Халил сбежал и укрылся у вали (наместника) Алеппо Алтунбоги. Поскольку Тараклы Халил был мамлюкским вассалом, Алтунбога потребовал от Караджи немедленно прибыть в Алеппо. Караджа-бей отказался выполнить это требование, понимая опасность из-за враждебности вали. Однако, обсудив со своим окружением сложившуюся ситуацию, он решил завоевать дружбу Алтунбоги, вали Алеппо, и Тенгиза, вали Дамаска. Караджа отправил 200 лошадей и ценные дары Тенгизу, правителю Дамаска. Посланник Караджи заявил, что хочет хранить завоёванные им территории как вассал султана. Вали Дамаска передал эту просьбу султану Насиру, добавив, что в лице Караджи султанат приобретёт сильного вассала. При этом вали Алеппо выступал перед султаном в защиту Тараклы Халила. Султан Насир вызвал обоих беев в Каир. Султан выбрал Караджу и дал ему грамоту, в которой он признавался как эмир всех туркмен.
Таким образом, в 1337 году при покровительстве мамлюкского султаната были заложены основы княжества, которое просуществовало около двух столетий. Когда Караджа-бей уезжал, султан проводил его с большими почестями. Захват Эльбистана и официальное признание его бейлика побуждало Караджу к расширению территории за счёт окружающих городов. Крах монгольского господства в Анатолии облегчал продвижение Караджи-бея.

### Расширение границ
В августе 1338 года вали Даренде, Мерджан Хадым поехал в Сивас к Эретна-бею на совет. Этим воспользовался Караджа-бей и напал на город. Ночью воины Дулкадирида поднялись на городские стены по верёвкам, которые им спустил один из охранников крепости. После короткой, но кровопролитной схватки стражники были убиты, и замок перешёл в руки Караджи. Караджа-бей немедленно сообщил об этом вали Дамаска, Тенгизу, и просил его прислать людей, чтобы принять Даренде в управление. Получив завоёванный город, султан Насир выразил благодарность, отправив Караджа-бею халат (почётное одеяние).
Бей Эретна был разгневан этим нападением, и в 1339 году между ним и Караджа-беем произошла битва. С обеих сторон было потеряно 500 человек. Когда Алаэддин Эретна бежал с поля боя, Караджа Ахмед захватил обоих его сыновей, а также богатую добычу.
Вскоре при посредничестве султана Насира дулкадирцам пришлось вернуть часть из 20 000 голов крупного рогатого скота, которые были захвачены у Эретны. Во время набега Караджи-бея на землю Эретны сын туркменского эмира, Ташгун, напал на Дулкадир. Ташгун получил поддержку вали Алеппо Алтунбоги, который был озлоблен тем, что у его протеже Тараклы Халила Караджа отнял Эльбистан. Для того, чтобы справиться с Ташгуном, Карадже пришлось просить помощи у Тенгиза, вали Дамаска. Тенгиз оказывал давление на Алтунбогу, чтобы наказать Тушгуна, и, в конце концов, Тушгун был заключён в тюрьму. Когда Тенгиз вернулся из своей экспедиции в Чукурова в 1340 году, он попытался убить Ташгуна, но тот сбежал из тюрьмы с помощью верных ему людей. Мир между Караджа-беем и Эретна-беем длился недолго. В 1340 году Караджа снова вторгся на территорию соседа. Это нападение, по мнению историка Р. Юнанча, было совершено по приказу мамлюкского султана. Когда посол Эретны, прибыл в Каир, чтобы пожаловаться на грабёж со стороны Дулкаридов, ему поставили в вину, что имя мамлюкского султана не читается в бейлике Эретна в хутбе, и деньги чеканятся не от имени султана. Пользуясь безнаказанностью, Караджа-бей продолжал рейды на территорию Эретна, а действия Караджи продолжал поддерживать Тенгиз. Когда Эретна-бей собрался в Каир, Тенгиз как вали Дамаска не позволил ему проехать по своей территории. Эта дружба возбудила опасение у султана в том, что Тенгиз объединится с Караджей и поднимет мятеж. Султан вызвал Тенгиза в Александрию и заключил его в тюрьму. Несколько позже, сразу же после смерти султана Насира в 1341 году, Тенгиз был казнён.

### Временный союз с Эретна-беем
Караджа был расстроен из-за убийства своего друга и покровителя Тенгиза. Бей прервал свои отношения с мамлюкским султанатом и стремился воспользоваться беспорядками в Египте, чтобы добиться независимости. С этой целью он связался с Эретна, заключив с ним мир, и даже организовал совместный поход на Алеппо. Вали Алеппо, Таштимур, спешно попросил у Каира помощи. Но в это время в Каире произошла смена власти. Эмир Кавсум сверг сына ан-Насира Абу Бакра и возвёл на трон другого сына ан-Насира, семилетнего Куджука. Эти перемены привели к тому, что Таштимур сам восстал против Каира. Оказавшись в опасности, Таштимур бежал из Алеппо с помощью Караджи и искал убежища в Эретне. Вали Дамаска Алтунбога преследовал Таштимура и его союзника, Караджу, до Антепа. Между тем некоторые мамлюкские командиры воспользовались отсутствием Алтунбоги в Дамаске, захватили город и объявили султаном очередного сына ан-Насира, Ахмеда, убив всех сторонников эмира Кавсума. Ахмед пригласил Таштимура в Каир на новый пост. Когда Таштимур отправился в Каир, его сопровождал Караджа-бей. Но вскоре Таштимур был арестован и казнён по приказу Ахмеда. Причины этого неясны, поскольку Таштимур был верным сторонником Ахмеда. Опасаясь за свою жизнь, Караджа вернулся в Мараш.

### Разрыв с Эретна-беем
В начале 1343 года бей Эретна победил шейха Хасана в Карамбуке. Часть трофеев он отправил в Алеппо как подношение для вали Алеппо Елбоги. Однако при проходе через земли Дулкадира караван был ограблен. Елбога расценил это как разбой и в марте 1343 года отправил армию, чтобы наказать Караджу. Но бей Дулкадира разбил мамлюков, и они были вынуждены отступить. Это поражение заставило Елбогу подойти к организации следующей кампании более серьёзно. Собрав большую армию, Елбога сам повёл её на Караджу. Бей понимал, что не сможет противостоять такой силе и поспешно отступил к горе Дюльдюль даг, не успев поднять на гору обоз с провизией. Елбога захватил обоз, получив все запасы дулкадирской армии, а также женщин и детей. После этого успеха Елбога потерял бдительность и приказал атаковать засевших на горе туркмен, несмотря на то, что советники отговаривали его от этого. Когда мамлюкское войско стало подниматься по склонам, дулкадирцы напали из засады и разбили его.. Лошадь Елбоги была сражена стрелой, он с трудом спас свою жизнь, потеряв флаг. Однако Караджа был осторожен. Опасаясь мести, он отправил в Каир извинения, возложив ответственность за конфликт на вали Алеппо. Чтобы не навлечь гнев султана, он также отправил пленённых мамлюков и пойманных грабителей, напавших на караван, в Каир.

### Вражда с эмиром Ариктаем
Эта победа над Елбогой подняла престиж и репутацию Караджи. Многие туркмены желали стать его подданными. Положение Караджи и его бейлика укрепилось. Как следствие, султан Исмаил ас-Салих был вынужден принять его извинения и подтвердить, что он признаёт независимость Дулкадира.  В 1345 году Караджа-бей воспользовался смутой в Киликийской Армении и захватил замок Гебен на севере долины Чукурова. Король Костандин III попытался вернуть город, но потерпел поражение. Как вассал, Караджа поставил в известность султана о новом завоевании. Однако бей столкнулся  с вмешательством нового вали Алеппо, Ариктая. Ариктай хотел разместить своих солдат в замке Гебен, утверждая, что каждое новое завоевание должно принадлежать султанату.  Столкнувшись с сопротивлением Караджа-бея, Ариктай попытался захватить крепость. Это  привело к вражде между ним и беем Дулкадира. Этим конфликтом  воспользовался Костандин III, которому удалось  в октябре 1346 года вернуть замок. Караджа-бей  удерживал Гебен лишь год.
Дулкадиро-мамлюкские отношения были тесно связаны с отношениями между Караджа-беем и вали Алеппо. Назначение на должность вали Алеппо Аргун-шаха вместо Ариктая исправило ситуацию.  Ягмуроглу Серимюддин Ибрагим, мамлюк Аргун-шаха, должен был обеспечить послушание Караджа-бея. Он проживал в Мараше и взимал ежемесячную пошлину.
Через год отношения Караджа-бея с мамлюками снова испортились. В 1347 году в Каире пришёл к власти Аль-Хасан ан-Насир, который в марте 1348 года повторно назначил на должность вали Алеппо недруга Караджа-бея, Ариктая. Караджа-бей расценил это как проявление враждебности со стороны султана. Караджа использовал нестабильность в мамлюкском государстве, вызванную частой сменой власти и переворотами как хорошую возможность для достижения настоящей независимости. Дошло до того, что бей Дулкадира потребовал от короля Киликийской Армении, чтобы он платил ему ту дань, которую взимал Каир. В 1348 году Караджа в письмах именует себя по царски «Малик аз-Захир». Убийство Аргуншаха в 1349 году усугубило ненависть Караджа-бея к мамлюкам. Он, не колеблясь, стал присоединяться ко всем мятежам в Сирии против Каира.

### Мятеж эмира Бейбоги
В 1351 году эмир Таз сместил Аль-Хасана и возвёл на трон следующего сына ан-Насира, Салиха Салахуддина. Это вызвало кровавые беспорядки как в Каире, так и в Сирии. В августе 1352 года Бейбога Касым объявил себя в Сирии султаном, его поддержали вали Хамы и Триполи. Караджа-бей принял участие в этом мятеже. Он воспользовался возможностью отправиться в Дамаск и разграбить город и регион. Вали Дамаска Аргун аль-Камиль бежал в Газу к султану, и сказал, что тот должен лично подавить восстание. Султан Салих с халифом Мутезидом и четырьмя кади, отправился в Дамаск во главе армии. Узнав об этом, Караджа-бей отступил в Дулкадир. Мятежные вали решили укрыться в Алеппо, но жители города не впустили их. Некоторое время мятежники осаждали город, но вскоре были вынуждены отступить и бежать в Эльбистан. Прибывший в Дамаск султан Салих послал в Алеппо Аргуна аль-Камиля, эмира Таза и эмира Шейху преследовать мятежников. Они отправили из Алеппо Караджа-бею послание с предложением передать им беглецов, пообещав прощение от султана за участие в мятеже. Несмотря на все требования, Караджа-бей отказался выдать мятежников. Такое поведение бея Дулкадира вывело султана из себя и он передал вождю племени, проживавшему на территории Киликии, Рамазану, права на территории Дулкадира.

### Последняя кампания против Караджи
Вали Алеппо Аргун аль-Камиль направил ещё одно послание Караджа-бею и напомнил ему о последствиях войны, пытаясь объяснить её пагубность. На этот раз Аргун аль-Камиль попросил султана разрешить подготовку рейда и направить до 120 агентов, которые будут рассеяны среди жителей в Дулкадире. В итоге Караджа-бей утратил своё влияние на туркмен, он не чувствовал их поддержки и поэтому выдал скрывавшихся у него мятежных эмиров, которые были немедленно казнены. Эмир Таз и Шейху, которые управляли Египтом, были полны решимости наказать бея Дулкадира. По их замыслу Аргун аль-Камиль должен был схватить Караджа-бея, заманив его в ловушку. Предполагалось, что Аргун аль-Камиль пригласит бея в Алеппо для получения халата. Однако Караджа-бей отказался ехать в Алеппо, почувствовав опасность. Было только одно средство избавиться от Караджа-бея — военная кампания. Поэтому из Каира пришёл приказ вали Алеппо Аргуну аль-Камилю организовать и осуществить поход на Дулкадир. Но Аргун аль-Камиль извинился перед правившими эмирами, напомнив им, что дал слово Караджа-бею не начинать против него войну, если он выдаст мятежников.
Эмир Таз и Шейху не оставили мысли захватить бея Дулкадира и оккупировать Эльбистан. Они отправили к Аргуну Иззеддина Токтая с приказом переубедить Аргуна аль-Камиля. Миссия Токтая оказалась успешной, и Аргун аль-Камиль отправился в Эльбистан. Под его началом была сирийская армия, а также туркмены, враждовавшие с Дулкадиром. Мамлюкская армия разрушила и сожгла Эльбистан. Разорён был не только город — мамлюки жгли и окрестные деревни. Понимая, что он не может противостоять врагу, Караджа-бей отступил на гору Дюльдюль. Он сражался против мамлюков в течение двадцати дней у подножия горы и на перевале. Окружённый со всех сторон, Караджа-бей сумел скрыться. Пока его сын Халил атаковал левый фланг врага с отрядом из двадцати одного человека, Караджа-бей увёл основные силы и спас обоз. Два сына Караджи в этом бою попали в плен. Мамлюки захватили женщин, детей, скот, а затем продали их в Сирии и Египте. Сам Караджа-бей укрылся в Кайсери. Там он был схвачен одним из монгольских командиров из армии Эретны. К тому моменту Мехмед Эретнаоглу уже получил послания от мамлюкских наместников с требованием схватить Караджу, если он появится в Эретне, и отослать в Алеппо. 22 сентября 1353 года Эретнеоглу Мехмед отправил Караджу к Аргуну аль-Камилю. До приказа султана Караджа-бей был заключён в крепость Алеппо, а затем Алааддин Тайбога, один из мамлюков Аргуна аль-Камиля, доставил пленника в Каир.

### Плен и казнь
Караджа-бея доставили в Каир и показали султану, а затем заключили в цитадель Каира. Через несколько недель сын Караджа-бея подговорил арабские племена восстать против мамлюков и напал с ними на Алеппо. Он надеялся оказать давление на Каир и освободить отца, но проиграл в битве и потерял 700 человек убитыми. После этого султан Салих, который был в Сирии, послал приказ в Каир убить Караджа-бея. После 48 дней заключения 11 декабря 1353 года Караджа был подвергнут пыткам и повешен в Каире в возрасте восьмидесяти трёх лет. Тело его три дня было выставлено в Баб Зувейле. Через два года вали Эльбистана мамлюки признали сына Караджи, Халила.

## Комментарии
1. ↑  Всего за время правления Караджи в Каире сменилось 9 султанов. После смерти Мухаммада I ан-Насир мамлюкские группировки возводили на трон поочерёдно восьмерых его сыновей:  Абу Бакр (1340-1341), Куджук (1341-1342), Ан-Насир Ахмад (1342), Исмаил ас-Салих (1342-1345), Шабан I аль-Камиль (1345-1346), Хаджжи I аль-Музаффар (1346-1347), Аль-Хасан ан-Насир (1347—1351; 1354—1361), Салих Салахуддин (1351-1354).